# Piruvato, fosfato dicinasa

Mecanismo de la piruvato, fosfato dicinasa.

La piruvato, fosfato dicinasa (PPDK) (número EC 2.7.9.1) es una enzima que cataliza la reacción:
Piruvato + fosfato + ATP {\displaystyle \rightleftharpoons } Fosfoenolpiruvato + difosfato + AMP
Esta enzima se ha estudiado principalmente en las plantas, pero también se ha estudiado en algunas bacterias. Es una enzima clave en la gluconeogénesis y en la fotosíntesis, y es responsable de la reacción inversa que cataliza la piruvato cinasa en la glucólisis.
Se ha demostrado que la piruvato, fosfato dicinasa sufre regulación día/noche por la proteína reguladora de la piruvato dicinasa (PDRP) que fosforila reversiblemente la Thr-456.

## Clasificación
Se ha demostrado que una serie de enzimas que catalizan la transferencia de un grupo fosforilo desde el fosfoenolpiruvato vía un intermedio fosfo-histidina están estructuralmente relacionadas:
- Piruvato, fosfato dicinasa (PPDK). La PPDK cataliza la fosforilación reversible del piruvato y el fosfato por el ATP a fosfoenolpiruvato. En las plantas la PPDK cataliza en la dirección del fosfoenolpiruvato, que es el principal aceptor de dióxido de carbono en las plantas de metabolismo C4 y de metabolismo ácido de las crasuláceas. En algunas bacterias como la Bacteroides symbiosus, la PPDK funciona en la dirección de la síntesis de ATP.

- Piruvato, agua dicinasa. Esta enzima cataliza la fosforilación reversible del piruvato por el ATP para formar fosfoenolpiruvato. Esta es una etapa esencial en la gluconeogénesis cuando el piruvato y el lactato son usados como fuentes de carbono.

- Fosfoenolpiruvato-proteína cinasa. Esta es la primera enzima del sistema fosfotransferasa para azúcares (PTS). Un sistema de transporte de carbohidratos en las bacterias. El PTS cataliza la fosforilación de los azúcares al mismo tiempo que los translocaliza a través de la membrana celular. El mecanismo general de la PTS es el siguiente: un grupo fosforilo del fosfoenolpiruvato es transferido a la enzima I (EI) de la PTS que a su vez lo transfiere a una proteína transportadora de fosforilo (HPr). Fosfo-HPr entonces transfiere el grupo fosforilo a una permeasa específica para los azúcares.

Todas estas enzimas comparten el mismo mecanismo catalítico, se unen al fosfoenolpiruvato y transfieren su grupo fosforilo a un residuo de histidina. La secuencia alrededor de este residuo está muy conservada.